# Yanis Merdji
Yanis Merdji (Roanne, 29 ottobre 1993) è un calciatore francese di origini tunisine, attaccante del Bordeaux.

## Carriera
Debutta con il Bourg-en-Bresse il 13 gennaio 2017 subentrando al 86° nel match vinto 1-0 contro lo Stade Reims. I suoi primi gol li sigla il 3 febbraio, segnando una doppietta contro il Niort.
Il 12 giugno 2018 firma per l'Auxerre, dove rimarrà una stagione e mezza prima che il 20 gennaio del 2020 si trasferisce in prestito al Le Mans.
Il 25 novembre 2020 firma con lo Châteauroux.
Il 2 luglio 2021 firma con il Niort.

## Statistiche

### Presenze e reti nei club
Statistiche aggiornate al 9 gennaio 2023.
| Stagione               | Squadra                | Campionato             | Campionato | Campionato | Coppe nazionali | Coppe nazionali | Coppe nazionali | Coppe continentali | Coppe continentali | Coppe continentali | Altre coppe | Altre coppe | Altre coppe | Totale | Totale | Totale |
| Stagione               | Squadra                | Comp                   | Pres       | Reti       | Comp            | Pres            | Reti            | Comp               | Pres               | Reti               | Comp        | Pres        | Reti        | Pres   | Reti   |        |
| ---------------------- | ---------------------- | ---------------------- | ---------- | ---------- | --------------- | --------------- | --------------- | ------------------ | ------------------ | ------------------ | ----------- | ----------- | ----------- | ------ | ------ | ------ |
| 2016-2017              | Bourg-en-Bresse        | L2                     | 18         | 6          | -               | -               | -               |                    | -                  | -                  |             | -           | -           | 18     | 6      |        |
| 2017-2018              | Bourg-en-Bresse        | L2                     | 35+2       | 9          | CF+CdL          | 3+1             | 0               |                    | -                  | -                  |             | -           | -           | 41     | 9      |        |
| Totale Bourg-en-Bresse | Totale Bourg-en-Bresse | Totale Bourg-en-Bresse | 53+2       | 15         |                 | 4               | 0               |                    | -                  | -                  |             | -           | -           | 59     | 15     |        |
| 2018-2019              | Auxerre                | L2                     | 15         | 3          | CdL             | 2               | 0               |                    | -                  | -                  |             | -           | -           | 17     | 3      |        |
| 2019-gen. 2020         | Auxerre                | L2                     | 15         | 4          | CF+CdL          | 2+1             | 1               |                    | -                  | -                  |             | -           | -           | 18     | 5      |        |
| Totale Auxerre         | Totale Auxerre         | Totale Auxerre         | 30         | 7          |                 | 5               | 1               |                    | -                  | -                  |             | -           | -           | 35     | 8      |        |
| 2020-giu. 2020         | Le Mans                | L2                     | 7          | 0          | -               | -               | -               |                    | -                  | -                  |             | -           | -           | 7      | 0      |        |
| 2020-2021              | Châteauroux            | L2                     | 18         | 2          | CF              | 1               | 0               |                    | -                  | -                  |             | -           | -           | 19     | 2      |        |
| 2021-2022              | Niort                  | L2                     | 30         | 3          | -               | -               | -               |                    | -                  | -                  |             | -           | -           | 30     | 3      |        |
| 2022-2023              | Niort                  | L2                     | 15         | 1          | CF              | 3               | 1               |                    | -                  | -                  |             | -           | -           | 18     | 2      |        |
| Totale Niort           | Totale Niort           | Totale Niort           | 45         | 4          |                 | 4               | 0               |                    | -                  | -                  |             | -           | -           | 49     | 4      |        |
| Totale carriera        | Totale carriera        | Totale carriera        | 153+2      | 28         |                 | 13              | 2               |                    | -                  | -                  |             | -           | -           | 168    | 30     |        |